# Lauren Beukes
Lauren Beukes (Johanesburgo, 5 de junho de 1976) é uma escritora de romances e contos, jornalista e argumentista sul-africana.

## Biografia
Lauren Beukes nasceu a 5 de junho de 1976. Cresceu em Joanesburgo, África do Sul. Tirou o Mestrado em Artes (MA) em Escrita Criativa na Universidade da Cidade do Cabo. Trabalhou como jornalista freelancer durante dez anos, incluindo dois anos em Nova Iorque e Chicago.

## Carreira

### Livros
Escreveu As Iluminadas, um romance sobre um assassino em série que viaja no tempo e o sobrevivente que dá uma reviravolta ao jogo. Foi publicado a 15 de abril de 2013 pela Umuzi, editora que pertence à Random House Struik na África do Sul, a 25 de abril de 2013 pela HarperCollins no Reino Unido e a 4 de junho de 2013 pela Mulholland Books nos Estados Unidos. HarperCollins ganhara os direitos internacionais do livro numa feroz guerra de licitações com outras editoras.
As Iluminadas venceu o Prémio dos Críticos da The Strand Magazine para melhor romance, o Thriller do Ano da RT, o Prémio Escolha do Leitor da Exclusive Books e o mais prestigiado prémio literário de África do Sul, o Prémio da Universidade de Joanesburgo. Os direitos televisivos para o romance foram adquiridos pelo MRC e pela Appian Way de Leonardo DiCaprio de acordo com o The Hollywood Reporter.
O romance anterior, Zoo City, um thriller implacável sobre crime, magia, a indústria da música, refugiados e redenção que se desenrola numa versão alternativa de Joanesburgo, venceu o prémio Arthur C. Clarke de 2011 e o prémio Kitschies Red Tentacle de 2010 para melhor romance. Foi finalista na categoria de melhor romance do prémio BFSA (Prémio da Associação Britânica de Ficção Científica) de 2010, o prémio para o melhor romance World Fantasy de 2011, o Prémio de Escrita Criativa de 2010-2011 da Universidade de Joanesburgo, o Prémio Literário da M-Net, o Prémio Bookseller’s Choice de 2011 da Nielsen e foi também nomeado para o Prémio Ficção do Sunday Times em 2011 e o Prémio Literário IMPAC Dublin de 2012. A capa do livro recebeu o prémio BSFA para melhor ilustração. O romance foi, ainda, indicado para o Grand Prix de l'Imaginaire em França para melhor romance estrangeiro, melhor tradução por Laurent Philibert-Caillat e melhor capa por Joey Hi-Fi.
Os direitos cinematográficos foram obtidos pela produtora sul-africana Helena Spring.
O seu primeiro romance foi Moxyland, um romance cyberpunk que se desenrola numa versão futura da Cidade do Cabo. Ambos os livros foram publicados pela primeira vez na África do Sul pela Jacana Published e distribuídos internacionalmente pela editora Osprey Publishing, que pertence à Angry Robot.
O seu primeiro livro de não-ficção, Maverick: Extraordinary Women From South Africa's Past (Oshun 2005), foi indicado para o Prémio Alan Paton 2006, pelo Sunday Times.
Até hoje publicou contos em diversas antologias, incluido "Further Conflicts" (NewCon Press, 2011), Home Away (Zebra, 2010), Touch: Stories of Contact (Zebra, 2009), Open: Erotic Stories from South African Women Writers (Oshun, 2008), FAB (Umuzi, 2007), African Road: New Writing from Southern Africa (New Africa Books, 2005), 180 Degrees: New Fiction By South African Women Writers (Oshun, 2006), and Urban '03 (New Africa Books, 2005).
Em julho de 2014, Beukes publicou um novo romance intitulado Broken Monsters, que se desenrola em Detroit, no estado de Michigan.

### Contos de ficção
Beukes publicou contos de ficção em várias coleções:
- Urban '03 (2004)
- African Road: New Writing from South Africa (2005)
- 180 Degrees: New Fiction By South African Women Writers (2006)
- FAB (2007)
- Open: Erotic Stories from South African Women Writers (2008)
- Touch: Stories of Contact (2009)
- Home Away: 24 Hours, 24 Cities, 24 Authors (2010)
- Pandemonium: Stories of the Apocalypse (2011)

### Outros
- Prefácio para Vurt, Edição Comemorativa do 20.º Aniversário, Jeff Noon (2013)[21]
- Prefácio para A Balada de Halo Jones, de Alan Moore (2013)[22]